# زمیفو
زمیفو (به بلغاری: Zmeevo) روستایی در بلغارستان است که در شهرستان بالچیک واقع شده‌است.